# 金融工程
金融工程（Financial Engineering）是一門綜合了金融學、數學和計算機科學的交叉學科，它不僅包括金融產品設計，還包括金融產品定價、交易策略設計、金融風險管理等各個方面。
20世紀末，由於金融創新層出不窮，金融市場發展得越來越複雜，在以往傳統的股票和債券上發展出了期貨、期權等一系列金融衍生工具。而如何對這些金融衍生工具進行定價，是投資銀行所面臨的一個難題。同時，由於金融投資工具的複雜化，一些基金管理公司越來越感到傳統的投資方式難以保持基金的高成長率，它們需要設計出風險更高的投資組合來獲得盈利。因此開始需要大量精通金融學、數學和機器學習的複合型人才，而這樣的人才當時在市場上極為稀少，金融工程這門學科因此而誕生。
參與金融工程的人員一般被稱之為定量分析師，主要從事的行業，包括投資銀行、對沖基金和證券商。